# Winthemia fulvidapex
Winthemia fulvidapex là một loài ruồi trong họ Tachinidae.